# Torre fortificada

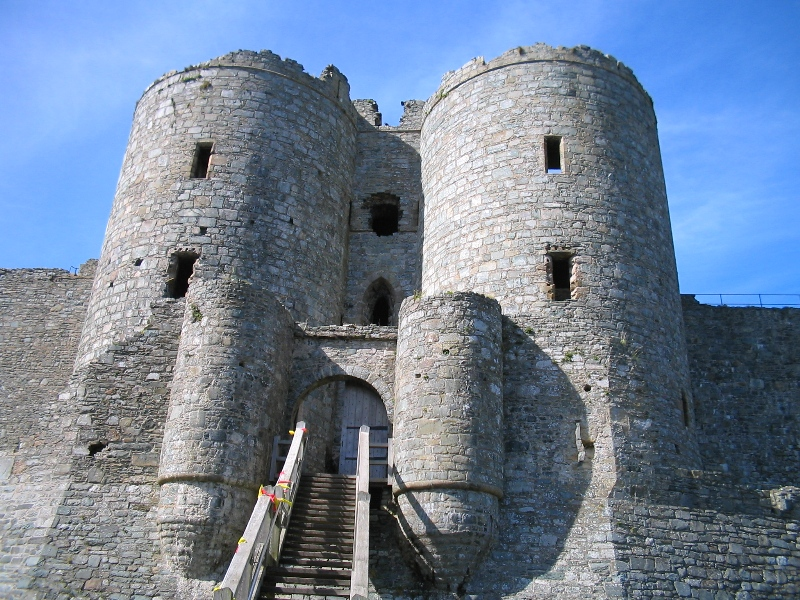
Torres fortificadas en el Castillo de Harlech, Gales, Reino Unido.

Una torre fortificada (también torre defensiva o torre de muralla) es una de las estructuras defensivas utilizadas en las fortificaciones, como castillos, junto con las murallas. Las torres del castillo puede tener una variedad de diferentes formas y cumplen diferentes funciones.

## Torres con funciones específicas

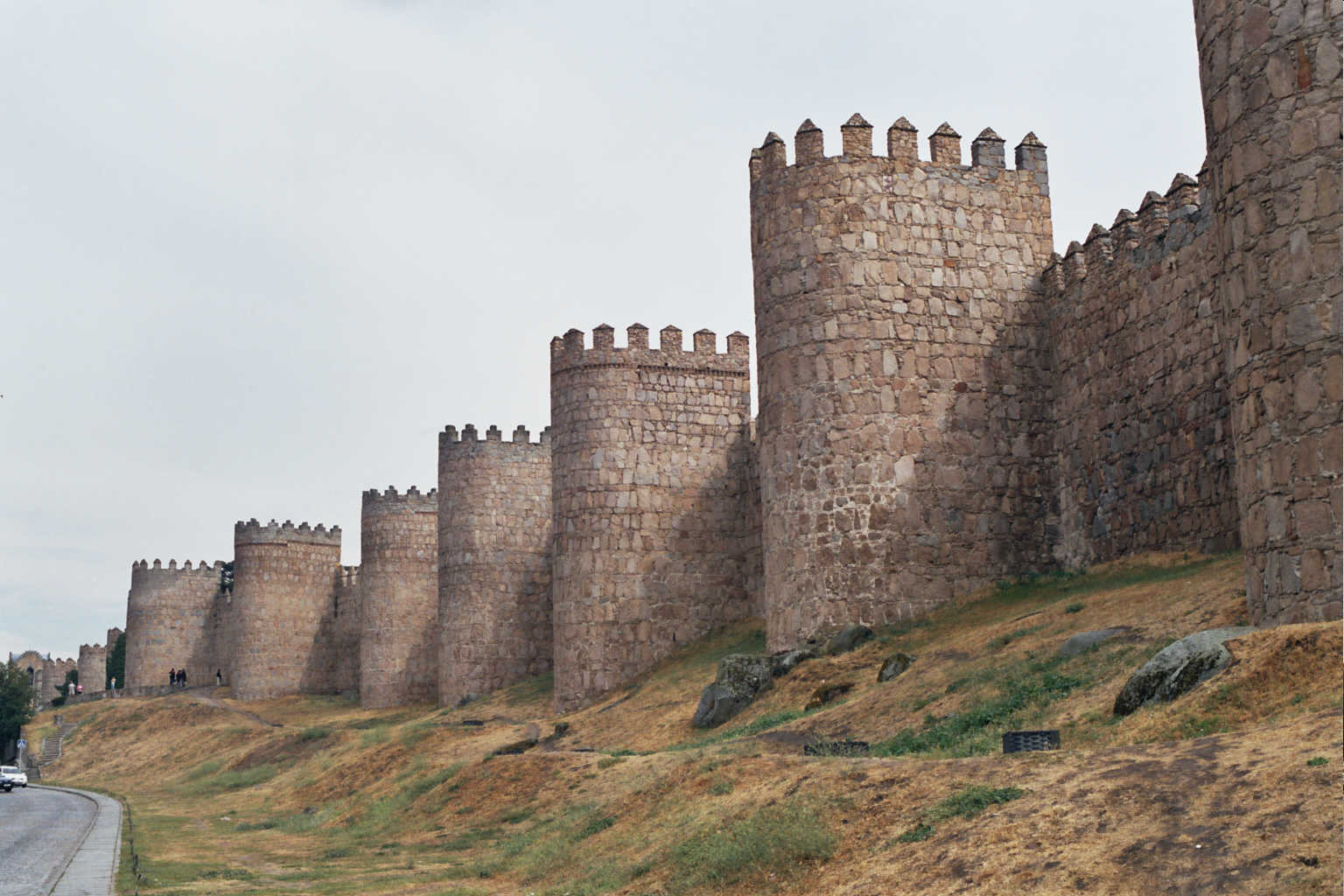
Los torreones de la muralla de Ávila (España) tienen una clara función defensiva.

Las torres de pared proporcionan fuego de apoyo (de ballestas u otras armas de proyectil) a una parte recta de la muralla. 
Las torres en las esquinas enfiladas, si las torres en las esquinas están muy alejadas, más torres que flanquean se pueden agregar entre ellas. 
En particular, las torres grandes son a menudo el punto más fuerte del castillo: la torre del homenaje. Como la puerta es siempre un punto vulnerable de un castillo, las torres pueden ser construidos cerca de él para reforzar las defensas en este momento. En castillos de los cruzados, a menudo hay una torre de la puerta, con el paso de la puerta principal a través de la base de la torre en sí. En los castillos europeos, es más común tener torres que flanquean a cada lado de la portería.